# Joy Kiluvigyuak Hallauk

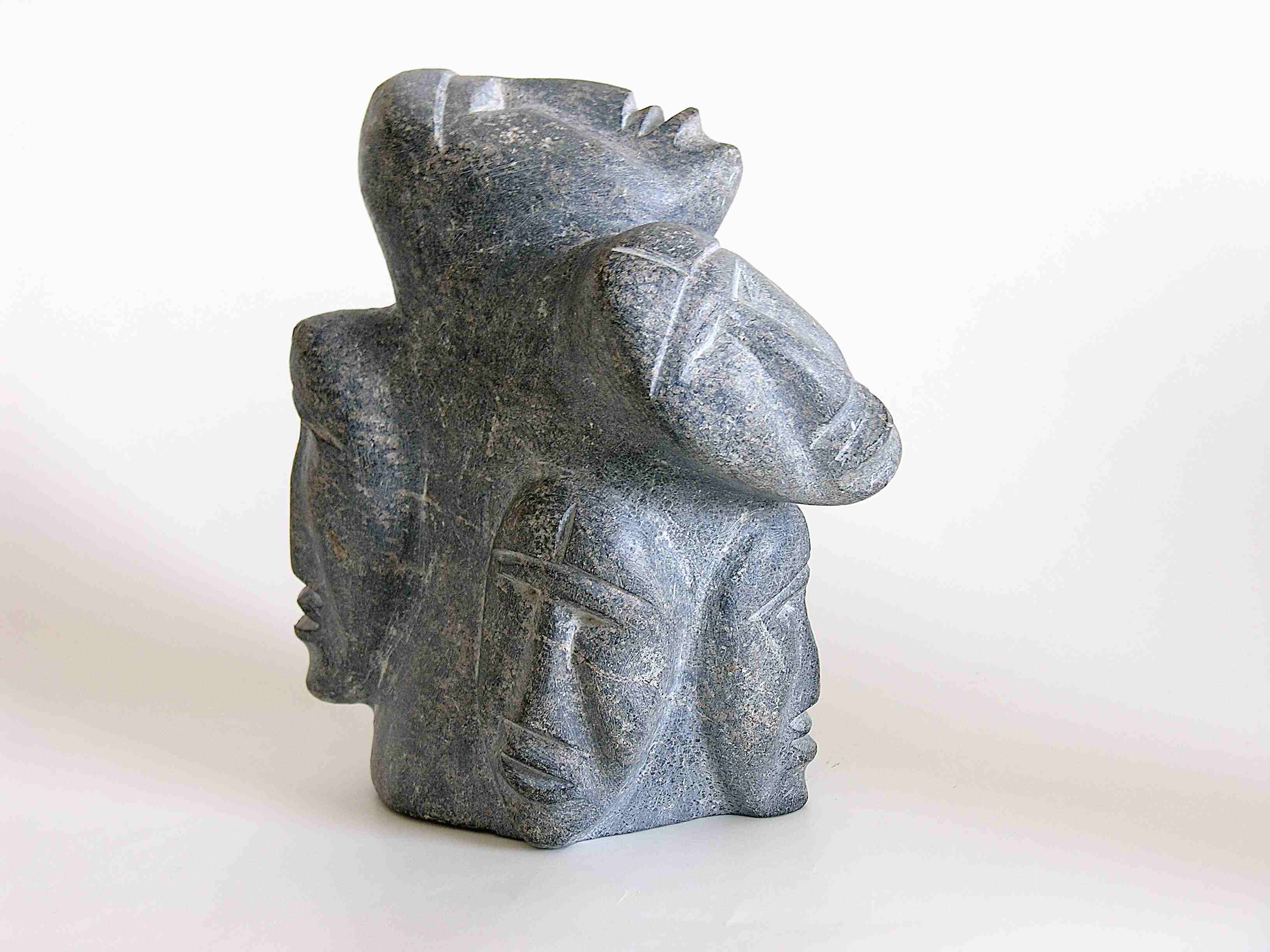
Köpfe (Niaquit), Serpentine (1994), de Joy Kiluvigyuak Hallauk

Joy Kiluvigyuak Hallauk (1940-2000) foi uma artista Inuit.
O seu trabalho encontra-se incluído nas colecções do Musée national des beaux-arts du Québec e da Winnipeg Art Gallery.